# Kevin McNulty
Kevin John McNulty (ur. 8 grudnia 1955 w Penticton) – kanadyjski aktor filmowy, telewizyjny i teatralny.

## Życiorys
Dorastał w Rossland. Studiował muzykę i aktorstwo na Washington State University. Ukończył szkołę aktorską Studio 58 w Langara College w Vancouver.
W 1981 zadebiutował na scenie jako Egeusz – ojciec Hermii w komedii szekspirowskiej Sen nocy letniej. W latach 1984–1985 brał udział na Stratford Shakespeare Festival. W 1986 po raz pierwszy trafił na mały ekran w roli strażaka Strana w dramacie CBS Firefighter z Nancy McKeon.  Wystąpił gościnnie w wielu serialach, w tym Niebezpieczna zatoka (1990), Ich pięcioro (1994) i Nieśmiertelny (1992–1995). Po debiucie kinowym jako policjant w San Francisco w dreszczowcu Rogera Spottiswoode’a W pogoni za śmiercią (Shoot to Kill, 1988) z Sidneyem Poitier, grywał w takich filmach jak Titanic (1996), Fantastyczna Czwórka (2005) i Fantastyczna Czwórka: Narodziny Srebrnego Surfera (2007). W 2013 był nominowany do nagrody Leo za rolę Mela Ivarsona w serialu Arctic Air (2012–2014).
Był żonaty z Susinn McFarlen, z którą ma dwoje dzieci.

## Filmografia

### Filmy
- 1990: Ptaszek na uwięzi jako Brad
- 1993: W potrzasku (TV) jako dr Schifrin
- 1994: Strażnik czasu jako Jack Parker
- 1994: Niekończąca się opowieść III: Ucieczka z krainy Fantazji jako Barney Bux
- 1996: Titanic (TV) jako drugi oficer Charles Lightoller
- 2005: Superwulkan – scenariusz katastrofy (dokumentalny) jako Joe Foster
- 2005: Fantastyczna Czwórka jako Jimmy O’Hoolihan
- 2006: Węże w samolocie jako Emmett Bradley
- 2007: Czyściciel jako dr Soames
- 2007: Straż nocna jako Hendrick Uylenburgh
- 2007: Niewidzialny jako dyrektor Whitcliff
- 2007: Fantastyczna Czwórka: Narodziny Srebrnego Surfera jako portier budynku Baxtera
- 2008: Miłosna pułapka (TV) jako Daniel Nash
- 2009: Nieproszeni goście jako szeryf Emery
- 2009: Spectacular (TV) jako wujek Sam

### Seriale TV
- 1990: Niebezpieczna zatoka jako Alan Marcus
- 1992: Nieśmiertelny jako Harry Dawes
- 1993: Z Archiwum X jako agent Fuller
- 1994: Ich pięcioro jako Plumber
- 1995: Nieśmiertelny jako David Markum
- 1994: Cobra jako szeryf Deak Macon
- 1994: M.A.N.T.I.S. jako Fred Saxon
- 1995: Z Archiwum X jako dr Christopher Davey
- 1995: Szeryf jako Robert Steiner
- 1995: Dzieci prerii jako szeryf Harriman
- 1996: Viper jako Metcalf
- 1996: Dziwny traf jako Ira Goldberg
- 1996: Z Archiwum X jako agent Brian Fuller
- 1997–1999: Gwiezdne wrota jako dr Warner
- 1998: System jako sędzia Thomas Mayall
- 1999: Pierwsza fala jako Ryan
- 1999: Millennium jako dr Arnett
- 1999: Viper jako Jack Falvo
- 2000: Misja w czasie jako Clemons
- 2000: Zawód: szpieg jako Clive
- 2001: Cień anioła jako Gil
- 2002: Tajemnice Smallville jako pan Summers
- 2002: Andromeda jako Cuatemoc
- 2004: Wydział do spraw specjalnych jako David Andrews
- 2006: Cyrograf jako ks. Derek Martin
- 2006: Gwiezdne wrota: Atlantyda jako kanclerz Lycus
- 2006: 4400 jako Christopher Dubov
- 2006: Nie z tego świata jako wielebny Roy Le Grange
- 2007: Blaszany bohater jako Hank
- 2007: Wywiad jako Judd Walters
- 2009: Battlestar Galactica jako Frank Porthos
- 2009: Kyle XY jako dr Fieldman
- 2009: Uderzenie jako Danny
- 2009: Żona idealna jako Cormac
- 2009: Świry jako Chad Wiswall
- 2010: Druga szansa jako Richard
- 2011: Szach-mat jako A.C. Chase
- 2014: Nie z tego świata jako Phillip
- 2015: iZombie jako Wspaniały Magnus
- 2015–2016: Człowiek z Wysokiego Zamku jako dr Gerald Adler
- 2016: Magicy jako rycerz korony
- 2017: Detektyw Murdoch jako Robert Duncan